# 新森古市駅
新森古市駅（しんもりふるいちえき）は、大阪府大阪市旭区新森四丁目にある、大阪市高速電気軌道 (Osaka Metro) 今里筋線の駅である。駅番号はI16。

## 概要
複合駅名であり、駅の北側は旭区新森四丁目、南側は城東区古市三丁目である。仮称駅名は単に古市駅だった。
大阪内環状線（国道479号）と国道163号が交差する緑1丁目交差点の西側に位置する。
到着の際には、鶴見緑地北西口の最寄駅とアナウンスされる。

## 歴史
- 2006年（平成18年）12月24日：今里筋線開通と同時に開業。
- 2018年（平成30年）4月1日：大阪市交通局の民営化により、大阪市高速電気軌道 (Osaka Metro) の駅となる。

## 駅構造
島式ホーム1面2線の地下駅。可動式ホーム柵が設置されている。改札口は1ヶ所のみ。
当駅は、清水管区駅に所属しており、清水管区駅長が管理している。

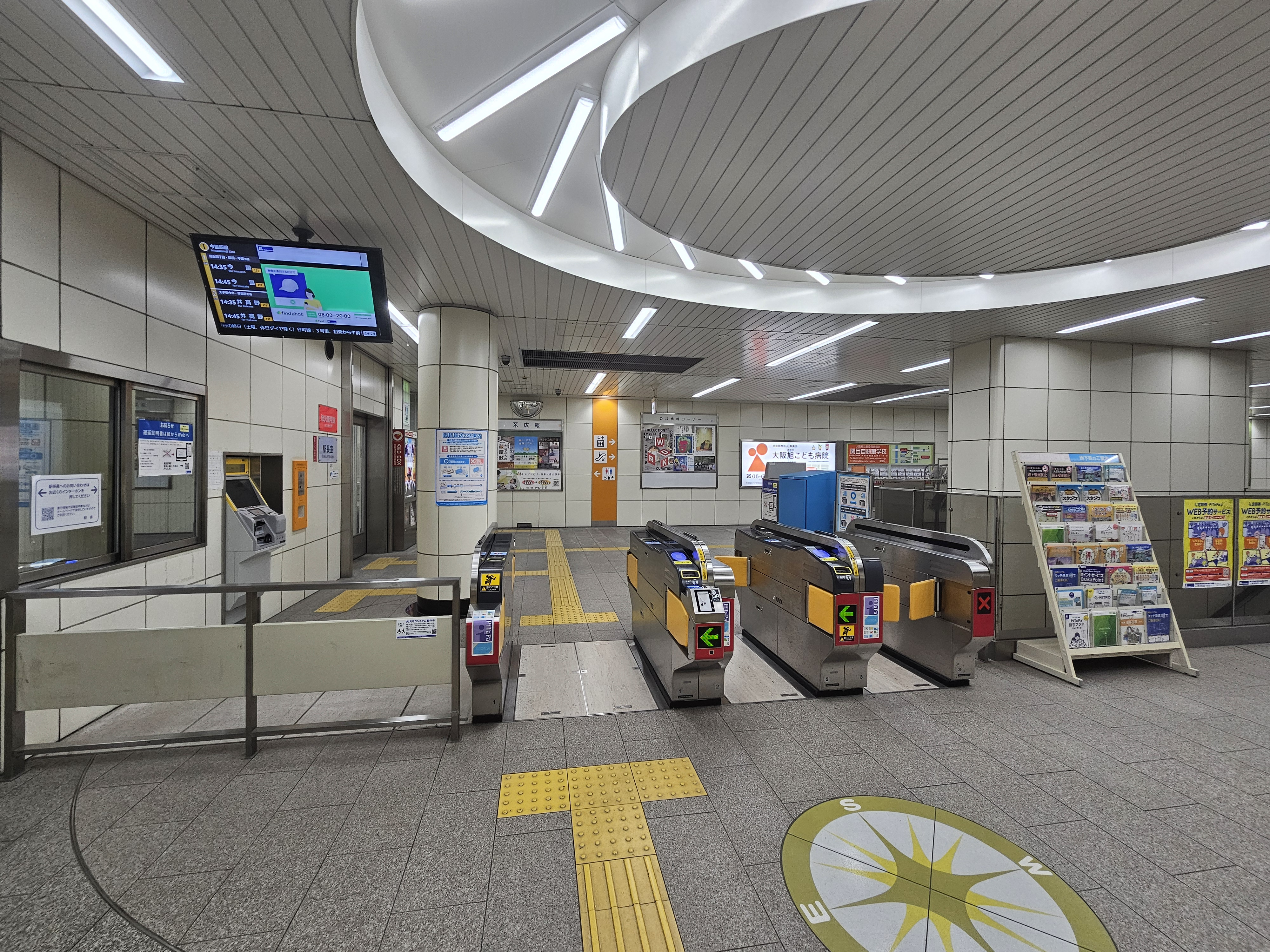
改札（2025年1月）
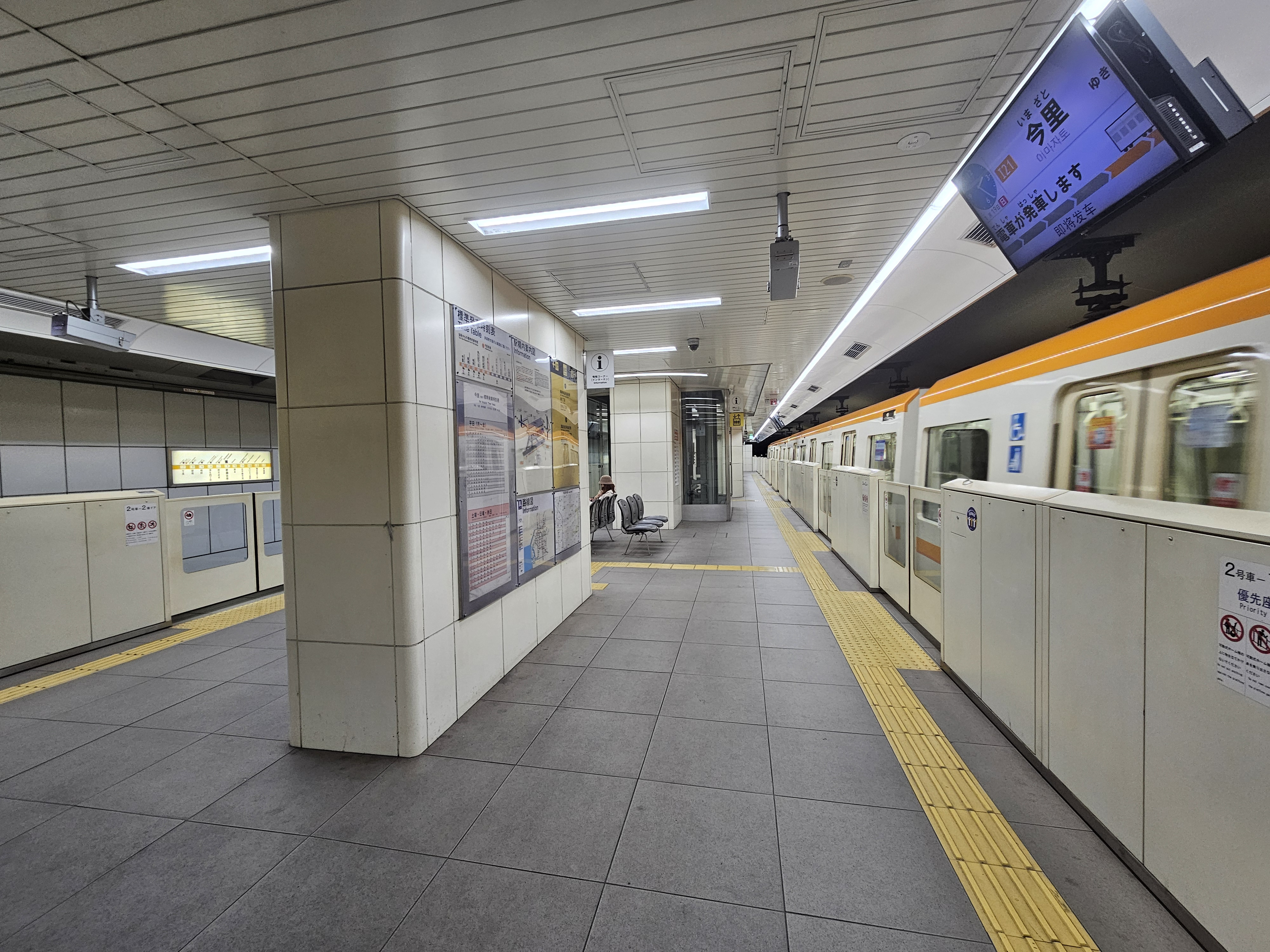
プラットホーム（2025年1月）

### のりば
| 番線 | 路線     | 行先       |
| ---- | -------- | ---------- |
| 1    | 今里筋線 | 今里方面   |
| 2    | 今里筋線 | 井高野方面 |

また、地下駐輪場も併設されている。

### 出口
| 出口番号 | 出口周辺         | 位置                                       | 備考             |
| -------- | ---------------- | ------------------------------------------ | ---------------- |
| 1        | シティバスのりば | 北緯34度42分54.3秒 東経135度33分31.6秒     | エレベーターあり |
| 2        | シティバスのりば | 北緯34度42分55.256秒 東経135度33分28.134秒 | エレベーターあり |

## 利用状況
2024年11月12日の1日乗降人員は7,375人（乗車人員：3,724人、降車人員：3,651人）であり、今里筋線の駅では11駅中8位（他地下鉄路線と接続しない駅では4位）。
各年度の特定日利用状況は下表の通り。
| 年度               | 調査日   | 乗車人員 | 降車人員 | 乗降人員 | 出典          | 出典          |
| 年度               | 調査日   | 乗車人員 | 降車人員 | 乗降人員 | メトロ        | 大阪府        |
| ------------------ | -------- | -------- | -------- | -------- | ------------- | ------------- |
| 2007年（平成19年） | 11月13日 | 2,231    | 2,172    | 4,403    |               | [ 大阪府 1 ]  |
| 2008年（平成20年） | 11月11日 | 2,631    | 2,625    | 5,256    |               | [ 大阪府 2 ]  |
| 2009年（平成21年） | 11月10日 | 2,848    | 2,860    | 5,708    |               | [ 大阪府 3 ]  |
| 2010年（平成22年） | 11月09日 | 2,840    | 2,853    | 5,693    |               | [ 大阪府 4 ]  |
| 2011年（平成23年） | 11月08日 | 3,064    | 2,967    | 6,031    |               | [ 大阪府 5 ]  |
| 2012年（平成24年） | 11月13日 | 3,231    | 3,227    | 6,458    |               | [ 大阪府 6 ]  |
| 2013年（平成25年） | 11月19日 | 3,185    | 3,212    | 6,397    | [ メトロ 1 ]  | [ 大阪府 7 ]  |
| 2014年（平成26年） | 11月11日 | 3,468    | 3,437    | 6,905    | [ メトロ 2 ]  | [ 大阪府 8 ]  |
| 2015年（平成27年） | 11月17日 | 3,542    | 3,543    | 7,085    | [ メトロ 3 ]  | [ 大阪府 9 ]  |
| 2016年（平成28年） | 11月08日 | 3,510    | 3,536    | 7,046    | [ メトロ 4 ]  | [ 大阪府 10 ] |
| 2017年（平成29年） | 11月14日 | 3,800    | 3,771    | 7,571    | [ メトロ 5 ]  | [ 大阪府 11 ] |
| 2018年（平成30年） | 11月13日 | 3,568    | 3,473    | 7,041    | [ メトロ 6 ]  | [ 大阪府 12 ] |
| 2019年（令和元年） | 11月12日 | 3,618    | 3,603    | 7,221    | [ メトロ 7 ]  | [ 大阪府 13 ] |
| 2020年（令和02年） | 11月10日 | 3,325    | 3,274    | 6,599    | [ メトロ 8 ]  | [ 大阪府 14 ] |
| 2021年（令和03年） | 11月16日 | 3,281    | 3,234    | 6,515    | [ メトロ 9 ]  | [ 大阪府 15 ] |
| 2022年（令和04年） | 11月15日 | 3,304    | 3,204    | 6,508    | [ メトロ 10 ] | [ 大阪府 16 ] |
| 2023年（令和05年） | 11月07日 | 3,503    | 3,461    | 6,964    | [ メトロ 11 ] | [ 大阪府 17 ] |
| 2024年（令和06年） | 11月12日 | 3,724    | 3,651    | 7,375    | [ メトロ 12 ] |               |

## 駅周辺
- ライフ新森店
- 万代 新森店
- 大阪信愛学院大学
- 大阪信愛学院（保育園・幼稚園・小学校・中学校・高等学校）
- 大阪産業大学附属高等学校
- 国道163号・国道479号（緑1丁目交差点）
- 城東古市三郵便局
- 新森中央公園（森小路遺跡碑）
- 城北川
- 古市中団地（日本最古の団地）
- プロムナーデ関目（旧関目団地）
- 阪神高速12号守口線 森小路出入口
- 花博記念公園鶴見緑地（北西口まで約500メートル）
- 関目自動車学校
- 大阪旭こども病院

## バス路線
駅直上の国道163号に大阪シティバスの「地下鉄新森古市」停留所が設置されている。東行のりばは2号出入口付近、西行のりばは1号出入口付近に設置されている。なお、当停留所は今里筋線開業に伴い、新森二丁目停留所 - 緑一丁目停留所間に新設されたものである。
- 31号系統：花博記念公園北口/天満橋
- 45号系統：花博記念公園北口・諸口/総合医療センター前
- 83号系統：花博記念公園北口/大阪駅前

## 隣の駅
大阪市高速電気軌道 (Osaka Metro)
 今里筋線
清水駅 (I15) - 新森古市駅 (I16) - 関目成育駅 (I17)
- ( ) 内は駅番号を示す。

### 記事本文

### 利用状況
1. ↑  路線別駅別乗降人員 - 大阪市高速電気軌道
2. ↑  大阪府統計年鑑 - 大阪府
3. ↑  大阪市統計書 - 大阪市

#### 大阪市高速電気軌道
1. ↑  路線別乗降人員 （2013年11月19日（火）交通調査） (PDF)
2. ↑  路線別乗降人員 （2014年11月11日（火）交通調査） (PDF)
3. ↑  路線別乗降人員 （2015年11月17日（火）交通調査） (PDF)
4. ↑  路線別乗降人員 （2016年11月8日（火）交通調査） (PDF)
5. ↑  路線別乗降人員 （2017年11月14日（火）交通調査） (PDF)
6. ↑  路線別乗降人員 （2018年11月13日（火）交通調査） (PDF)
7. ↑  路線別乗降人員 （2019年11月12日（火）交通調査） (PDF)
8. ↑  路線別乗降人員 （2020年11月10日（火）交通調査） (PDF)
9. ↑  路線別乗降人員 （2021年11月16日（火）交通調査） (PDF)
10. ↑  路線別乗降人員 （2022年11月15日（火）交通調査） (PDF)
11. ↑  路線別乗降人員 （2023年11月7日（火）交通調査） (PDF)
12. ↑  路線別乗降人員 （2024年11月12日（火）交通調査） (PDF)

#### 大阪府統計年鑑
1. ↑  大阪府統計年鑑（平成20年） (PDF)
2. ↑  大阪府統計年鑑（平成21年） (PDF)
3. ↑  大阪府統計年鑑（平成22年） (PDF)
4. ↑  大阪府統計年鑑（平成23年） (PDF)
5. ↑  大阪府統計年鑑（平成24年） (PDF)
6. ↑  大阪府統計年鑑（平成25年） (PDF)
7. ↑  大阪府統計年鑑（平成26年） (PDF)
8. ↑  大阪府統計年鑑（平成27年） (PDF)
9. ↑  大阪府統計年鑑（平成28年） (PDF)
10. ↑  大阪府統計年鑑（平成29年） (PDF)
11. ↑  大阪府統計年鑑（平成30年） (PDF)
12. ↑  大阪府統計年鑑（令和元年） (PDF)
13. ↑  大阪府統計年鑑（令和2年） (PDF)
14. ↑  大阪府統計年鑑（令和3年） (PDF)
15. ↑  大阪府統計年鑑（令和4年） (PDF)
16. ↑  大阪府統計年鑑（令和5年） (PDF)
17. ↑  大阪府統計年鑑（令和6年） (PDF)